# La Liégeoise
 (avril 2021).
- Si vous ne connaissez pas le sujet, laissez ce bandeau (vous pouvez alors contacter les auteurs).
- Si vous supprimez le contenu mis en cause (vous pouvez préalablement contacter les auteurs),

argumentez précisément cette suppression dans la page de discussion
(un manque de référence n'est pas un argument ; une recherche réelle de référence doit avoir été effectuée, être formellement documentée).
 (mars 2021).
Si vous disposez d'ouvrages ou d'articles de référence ou si vous connaissez des sites web de qualité traitant du thème abordé ici, merci de compléter l'article en donnant les références utiles à sa vérifiabilité et en les liant à la section « Notes et références ».
La Liégeoise est un regroupement d'étudiants de l'Université catholique de Louvain provenant de la province de Liège.

## Historique de l’UCLouvain
Les évêques de Belgique, après l'indépendance du Royaume de Belgique, décidèrent de fonder une université privée catholique après en avoir obtenu l'autorisation par un bref du pape Grégoire XVI donné à Rome le 13 décembre 1833. Cette université appelée Université catholique de Malines ou Université catholique de Belgique fut créée à Malines le 8 novembre 1834. À la suite de la suppression en 1835 de l'Université d'État de Louvain, l'Université catholique de Malines déplaça son siège à Louvain où elle prit comme nouveau nom celui d'Université catholique de Louvain. Elle est devenue au cours du XXe siècle une institution bilingue, mais toujours unitaire, exerçant ses activités d’enseignement et de recherche dans deux régimes linguistiques. Elle est alors dénommée en français Université catholique de Louvain, et en néerlandais Katholieke Universiteit Leuven.
Le 1er juillet 1970, elle a procédé à une restructuration fondamentale, par décision de ses organes, prise en exécution de la loi du 28 mai 1970. Deux nouvelles universités, ayant chacune leur personnalité juridique propre, ont ainsi été créées : l’une d’expression française, l’UCL, l’autre d’expression néerlandaise, la KUL.
La Katholieke Universiteit Leuven, en sa qualité d’université néerlandophone, a maintenu son siège à Leuven (en français : Louvain).
L’Université catholique de Louvain, en sa qualité d’université francophone, s’est installée progressivement sur le site de Louvain-la-Neuve qui s’étend sur le territoire de la commune d’Ottignies-Louvain-la-Neuve, dans le canton de Wavre et à 25 km de Bruxelles, ainsi qu’à Bruxelles (Woluwe-St-Lambert) pour répondre aux besoins de la Faculté de médecine (y compris l’Ecole de pharmacie, l’Ecole de Santé publique, etc.). Ayant transféré toutes ses facultés, instituts et administration, elle a établi son siège social à Ottignies-Louvain-la-Neuve, place de l’Université 1.

## Les Régionales
Les régionales regroupent les étudiants par provenance d’une ville (ex. Athoise), d’une région (ex. Centrale), d’une province (ex. Liégeoise, Namuroise, Lux). Les activités sont souvent folkloriques, transposant du folklore de la région d’origine, et célébrant les produits du terroir (bières et alcools en particulier) pour la Liégeoise il s'agit principalement des produits de l'Abbaye de Val-Dieu.
Les présidents et grands maîtres de régionales portent une longue cape noire à bords rouges. Les vice-présidents portent une cape à bords jaunes. Les « bands » aux couleurs de la régionale sont portés uniquement par les présidents et les grands maîtres (dans quelques régionales, d’autres membres du comité portent un band, mais ce ne sont que des exceptions à Louvain-la-Neuve). La majorité des régionales publient un périodique, organisent une semaine culturelle, qui est l’occasion de montrer ce qui fait la fierté de la région. La plupart des régionales ont également une distinction, un « vlek », qu’elles remettent très parcimonieusement pour services rendus. 
Chaque régionale possède ses propres couleurs ainsi que bien souvent un ou plusieurs insignes la caractérisant. Pour la Liégeoise, les couleurs sont gueule et or, et les insignes sont le « toré » et le « perron ».

## La Liégeoise
La Liégeoise est donc une des 16 régionales en activité sur le site de Louvain-La-Neuve. Elle organise un baptême en début d’année (toujours clôturé pour les « 24 heures ») pour les nouveaux étudiants provenant de la province de Liège. Elle organise aussi des « coronas », des « bibitives », des activités culturelles (conférences, concerts), des soirées à thèmes (bien souvent le jeudi au cercle Agro), les 36h Val-Dieu et son traditionnel souper boulets-frites au deuxième quadrimestre. La Liégeoise tient également un bar au parking Fédé pendant les 24h et participe à toutes les activités organisées par la Fédé. La liégeoise se caractérise aussi par une grosse proportion de supporters du Standard.

## Historique de la Liégeoise
L’année 2007 a vu la Royale Union Liégeoise fêter ses 125 ans.
La Liégeoise, créée à Leuven durant l'année académique 1881/1882, faisait partie des trois régionales du site à cette époque (les deux autres étant la Lux et L’Ennuyère). Il y avait donc trois « kots » (ou cercles ?) régionaux sur le site. Fin des années 60, le « kot » Liégeoise brûla, entraînant la perte d’une grosse partie des archives. Il en reste cependant quelques reliques comme en témoigne l’invitation de 1947.
Début des années 1970, la Liégeoise s'installe à Louvain-la-Neuve.

## Le «Vlek» liégeois
Comme toutes les Régionales, la Liégeoise a son Vlek. C’est une récompense attribuée en fin d’année par le président sortant au cours de la bibitive de fermeture. Elle est généralement accordée si l’on a rendu de grands services à la régionale lors de son parcours universitaire entier. Le Vlek n’est accordé qu’aux personnes quittant les études l’année suivante. Un nombre maximum de 2 Vleks peuvent être décernés chaque année...
Le dessin du Vlek est l’insigne ou médaille d’un ordre. A la Liégeoise, il s’agit de l’Ordre du Perron. La première fois que l’on reçoit cette récompense, on devient bachelier et la deuxième fois, on devient chevalier de l’Ordre du Perron. Cette pratique est tombée en désuétude à la Liégeoise de Louvain : le Vlek n’est décerné qu’à des personnes quittant le monde étudiant en remerciement des services rendus.